# Saint-Christol, Hérault
Saint-Christol är en kommun i departementet Hérault i regionen Occitanien i södra Frankrike. Kommunen ligger i kantonen Lunel som tillhör arrondissementet Montpellier. År 2018 hade Saint-Christol 1 380 invånare.

## Befolkningsutveckling
Antalet invånare i kommunen Saint-Christol
Referens:INSEE